# TSV Schlutup
Der Turn- und Sportverein Schlutup von 1907 e. V. ist ein Fußballverein aus Lübeck-Schlutup. Der Verein bietet neben Fußball auch die Abteilungen Handball, Tischtennis, Kegeln, Schießen, Schwimmen und Volkstanz.

## Geschichte

### Vorgängervereine und Geschichte bis zum Verbot
Am 21. September 1907 gründeten insgesamt 33 Personen den Schlutuper Turnverein. Im März 1912 wurde der Arbeiter Turn- und Sportverein Schlutup in der Gaststätte „Zur Linde“ gegründet. Als reiner Fußballverein wurde schließlich 1920 der Schlutuper Sportverein gegründet. Im gleichen Jahr kamen noch die Damen- und Mädchenabteilungen hinzu. 1921 erfolgte der Zusammenschluss zwischen dem Schlutuper SV und dem Schlutuper Turnverein. Der Sportplatz am Palinger Weg wurde 1922 gekauft. Dort entstand das spätere Jahnstadion. In den Jahren 1924 und 1925 wurde der Sportplatz von den Mitgliedern ausgebaut. Am 14. April 1924 erfolgte die „reinliche Scheidung“ zwischen Fußball- und Turnabteilung des Schlutuper TV; am 27. August 1927 kam es zum erneuten Zusammenschluss. Der Verein hieß danach Schlutuper Turn- und Sportverein von 1907. Im Jahre 1931 und 1932 wurde der Jahnsportplatz am Palinger Weg ausgebaut. 1932 wurden die Gaumeisterschaften mit über 1000 Turnern abgehalten. Der ATSV Schlutup hingegen wurde 1933, wie alle Arbeitersportvereine, durch ein Dekret der Nationalsozialisten aufgelöst.

### Nachkriegsgeschichte
Im Jahre 1945/46 erfolgte die Neugründung des Schlutuper Turn- und Sportverein von 1907 e. V. Die ehemaligen Mitglieder des ATSV Schlutup wurden mitintegriert. In den Saisons 1947/48 und 1961/62 sowie zwischen 1965 und 1974 spielte die Fußballabteilung des Vereins in der Amateurliga Schleswig-Holstein, der heutigen Schleswig-Holstein-Liga, die als Landesliga begann. 1978 bekam der Jahnsportplatz ein Flutlicht.
Im Jahre 1947 wurde der Trave Boxring, die Boxstaffel des Vereins, gegründet, deren Sportler in den 1950er Jahren sechsmal schleswig-holsteinischer Landesmeister und 40-mal Bezirksmeister wurden. Erfolgreichster Boxer war Jürgen Voß, der zweimal Deutscher Meister wurde. Der Trave Boxring fusionierte 1959 mit dem TSV Travemünde zum BC 59 Travemünde.